# Tanzwut

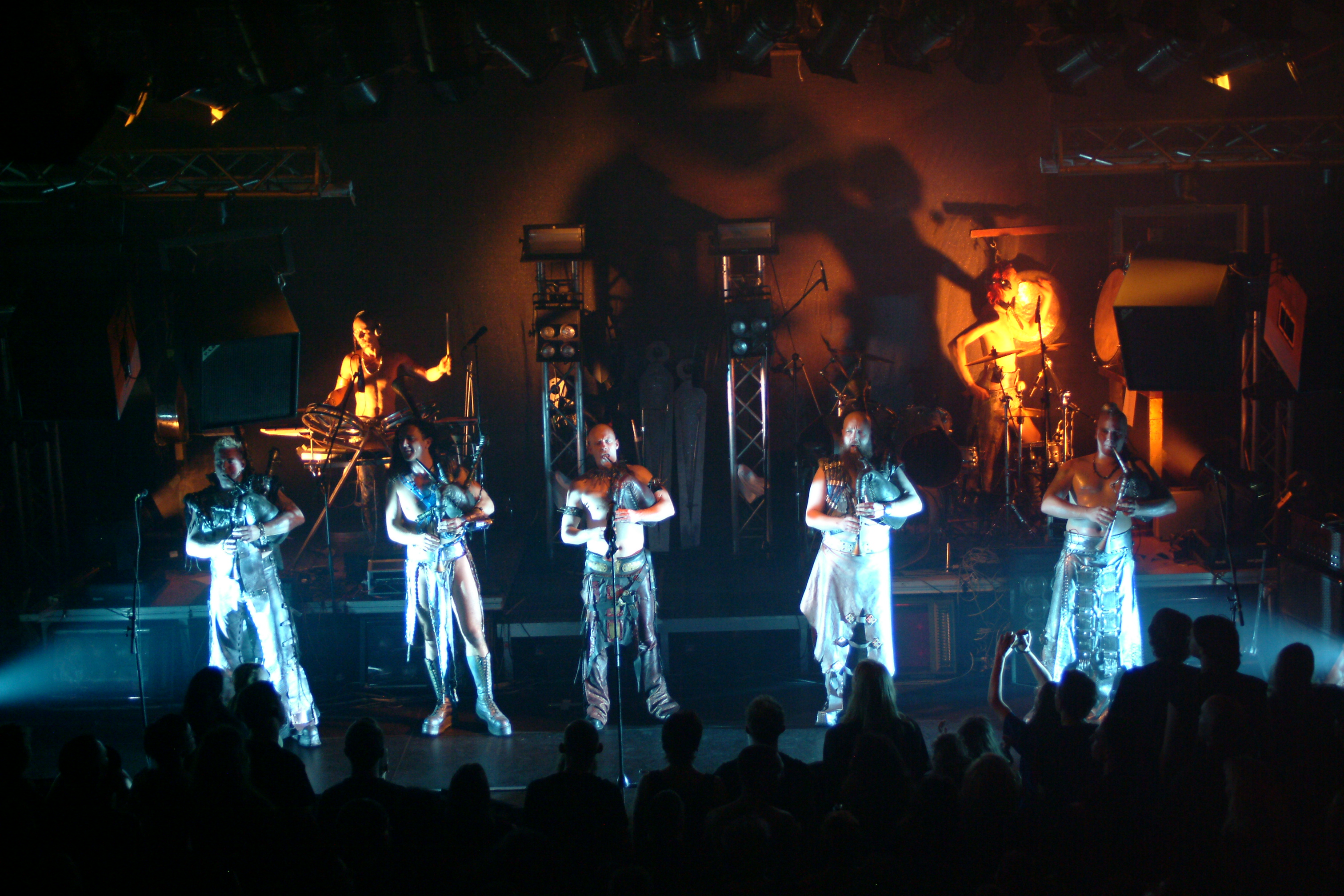
Tanzwut w czasie koncertu

Tanzwut – niemiecki zespół muzyczny łączący nurty Neue Deutsche Härte i rocka średniowiecznego. Jest to poboczny projekt grupy Corvus Corax.
Nazwa zespołu pochodzi od niemieckiej nazwy zbiorowej psychozy, jaka ogarnęła mieszkańców dzisiejszych Niemiec i Alzacji między XIV a XVIII wiekiem. Osoby nią ogarnięte miały wykonywać niekontrolowane ruchy przypominające taniec.
Grupa odniosła sukces nie tylko w ojczystych Niemczech, ale także w Meksyku. Ostatnie utwory Tanzwut charakteryzuje zwrot w kierunku industrial metalu, co osiągnięto przez obniżenie strojenia gitar, wykonywanie ostrych partii wokalnych oraz ponurą stylistykę występów. Do rocka średniowiecznego nawiązują: użycie dud, motywy średniowiecznej muzyki oraz styl ubiorów członków zespołu.

## Dyskografia

### Albumy studyjne
- Tanzwut (1999)
- Labyrinth der Sinne (2000)
- Ihr Wolltet Spass (2003)
- Schattenreiter (2006)
- Weiße Nächte (2011)
- Morus et Diabolus (2011)
- Höllenfahrt (2013)
- Eselsmesse (2014)
- Freitag der 13. (2015)
- Schreib es mit Blut  (2016)

### Albumy koncertowe
- Tanzwut – Live (2004)

### Single
- "Exkremento" (album, 1998)  (Tanzwut)
- "Augen Zu" (1999) (Tanzwut)
- "Weinst Du?" (feat. Umbra et Imago)  (1999)
- "Verrückt" (1999) (Tanzwut)
- "Tanzwut" (2000) (Labyrinth der Sinne)
- "Bitte, Bitte" (2000) (Labyrinth der Sinne)
- "Eiserne Hochzeit"  (2001)
- "Götterfunken"  (2001) (Labyrinth der Sinne)
- "Feuer und Licht" (feat. Umbra et Imago)  (2001)
- "Nein Nein" (2003) (promo) (Ihr Wolltet Spass)
- "Meer"  (2003) (Ihr Wolltet Spass)
- "Hymnus Cantica" (2003)
- "Immer Noch Wach" (feat. Schandmaul) (2005) (Schattenreiter)
- "Weiße Nächte"  (2011) (Weiße Nächte)
- "Das Gerücht"  (2013) (Höllenfahrt)
- "Der Himmel Brennt" (2013) (Höllenfahrt)
- "Unsere Nacht" (2014) (Eselsmesse)
- "Der Eselskönig" (feat. Entr'Act) (2014) (Eselsmesse)
- "Freitag der 13"(2015) (Freitag der 13)
- "Stille Wasser" (feat. Liv Kristine)(2016)

## Obecni członkowie
- Teufel – wokal, dudy
- Der Zwilling – gitara basowa, dudy
- Thrymr – dudy, szałamaja
- Ardor – dudy, szałamaja
- Shumon – instrumenty perkusyjne, keyboard
- Jackbird – instrumenty perkusyjne, riesentara, keyboard
- Martin Ukrasvan – gitara elektryczna, wokal wspierający, dudy, tromba marina